# Olympische Sommerspiele 1988/Leichtathletik – 10.000 m (Männer)

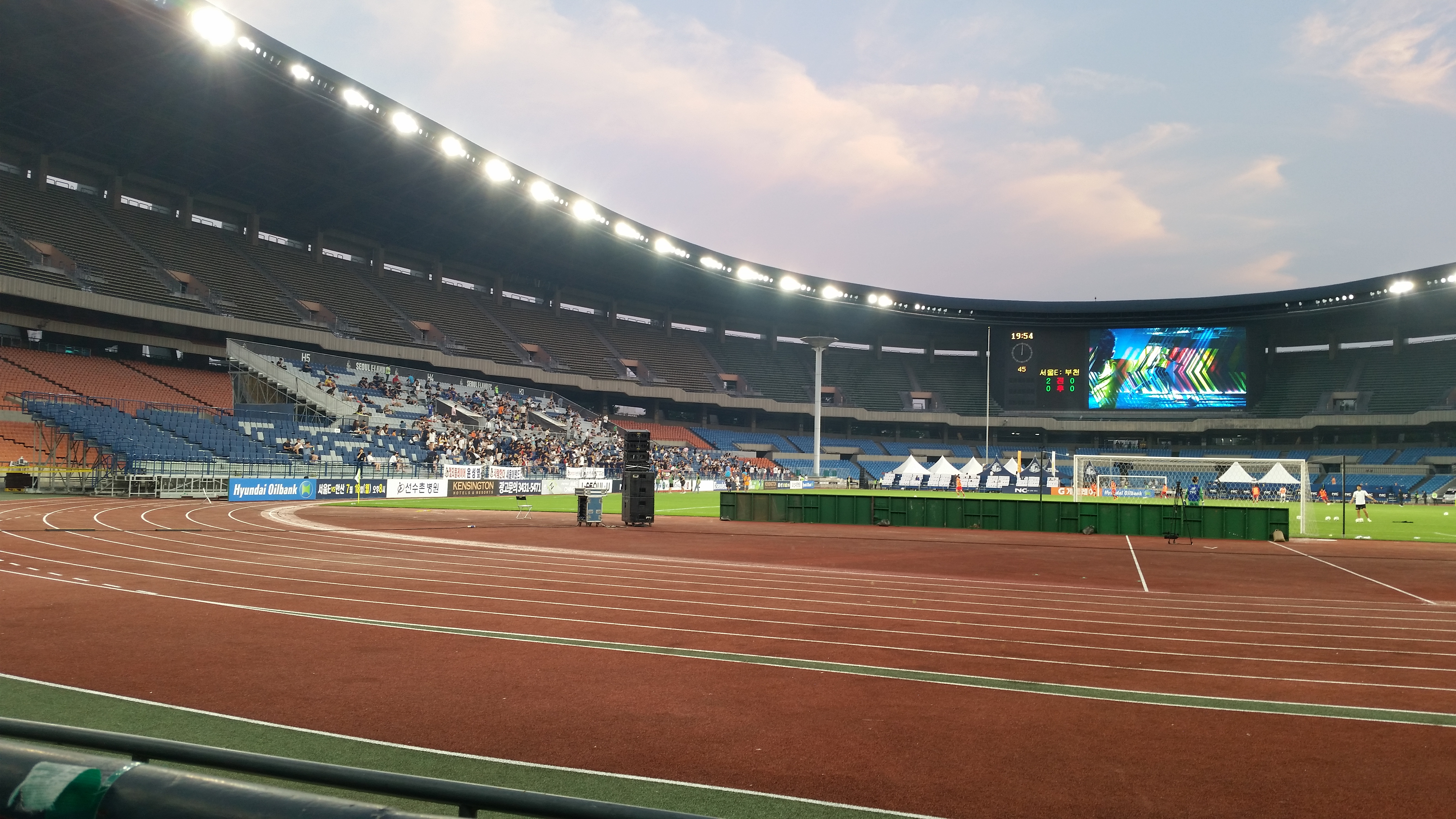
Innenraum des Olympiastadions im Jahr 2016

Der 10.000-Meter-Lauf der Männer bei den Olympischen Spielen 1988 in Seoul wurde am 23. und 26. September 1988 in zwei Runden im Olympiastadion Seoul ausgetragen. 51 Athleten nahmen teil.
Olympiasieger wurde der Marokkaner Brahim Boutayeb. Er gewann vor dem Italiener Salvatore Antibo und dem Kenianer Kipkemboi Kimeli.
Hansjörg Kunze aus der DDR erreichte das Finale und wurde Sechster.

Läufer aus der Bundesrepublik Deutschland, der Schweiz, Österreich und Liechtenstein nahmen nicht teil.

## Aktuelle Titelträger
| Olympiasieger 1984                      | Alberto Cova ( Italien)             | 27:47,54 min | Los Angeles 1984  |
| Weltmeister 1987                        | Paul Kipkoech ( Kenia)              | 27:38,63 min | Rom 1987          |
| Europameister 1986                      | Stefano Mei ( Italien)              | 27:56,79 min | Stuttgart 1986    |
| Panamerikanischer Meister 1987          | Bruce Bickford ( USA)               | 28:20,37 min | Indianapolis 1987 |
| Zentralamerika und Karibik-Meister 1987 | Rafael Zepeda ( Mexiko)             | 29:46,62 min | Caracas 1987      |
| Südamerika-Meister 1987                 | Juan Pablo Juárez ( Argentinien)    | 29:18,39 min | São Paulo 1987    |
| Asienmeister 1987                       | Cai Shangyan ( Volksrepublik China) | 29:47,85 min | Singapur 1987     |
| Afrikameister 1988                      | Brahim Boutayeb ( Marokko)          | 28:55,28 min | Annaba 1988       |

## Rekorde

### Bestehende Rekorde
| Weltrekord         | 27:13,81 min | Fernando Mamede ( Portugal) | Stockholm, Schweden               | 2. Juli 1984      |
| Olympischer Rekord | 27:38,35 min | Lasse Virén ( Finnland)     | Finale OS München, BR Deutschland | 3. September 1972 |

### Rekordverbesserung
Der marokkanische Olympiasieger Brahim Boutayeb verbesserte den bestehenden olympischen Rekord im Finale am 26. September um 16,89 Sekunden auf 27:21,46 min. Den Weltrekord verfehlte er um 7,65 Sekunden.

## Vorrunde
Datum: 23. September 1988
Die Athleten traten zu insgesamt zwei Vorläufen an. Für das Finale qualifizierten sich pro Lauf die ersten acht Athleten. Darüber hinaus kamen die vier Zeitschnellsten, die sogenannten Lucky Loser, weiter. Die direkt qualifizierten Athleten sind hellblau, die Lucky Loser hellgrün unterlegt.

### Vorlauf 1

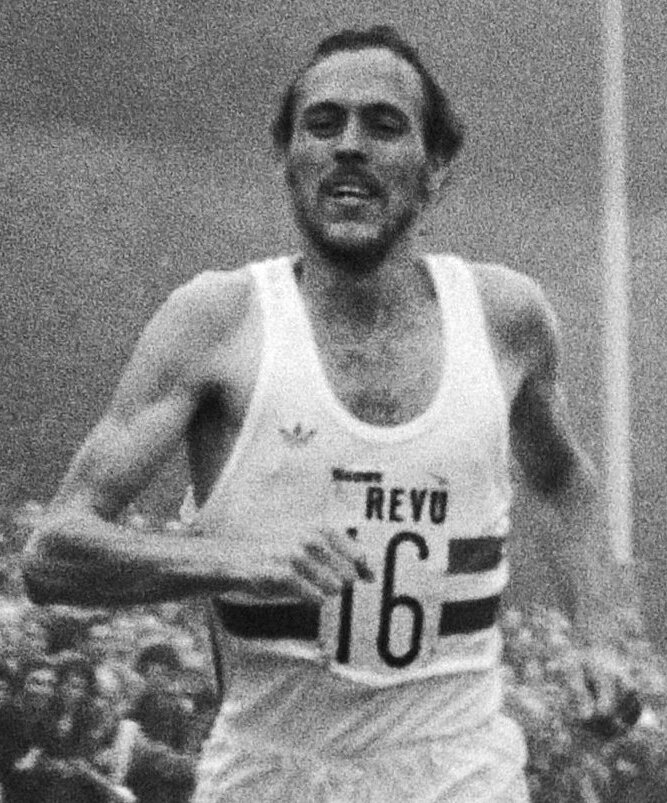
Mike McLeod erreichte in
seinem Vorlauf nicht das Ziel

16:30 Uhr
| Platz | Name                  | Nation         | Zeit         |
| ----- | --------------------- | -------------- | ------------ |
| 1     | Kipkemboi Kimeli      | Kenia          | 28:00,39 min |
| 2     | Jean-Louis Prianon    | Frankreich     | 28:08,38 min |
| 3     | Arturo Barrios        | Mexiko         | 28:08,63 min |
| 4     | Salvatore Antibo      | Italien        | 28:09,35 min |
| 5     | Ewgeni Ignatow        | Bulgarien      | 28:15,63 min |
| 6     | António Pinto         | Portugal       | 28:15,63 min |
| 7     | Bruce Bickford        | USA            | 28:16,16 min |
| 8     | Kozu Akutsu           | Japan          | 28:16,43 min |
| 9     | Rolando Vera          | Ecuador        | 28:17,88 min |
| 10    | Boniface Merande      | Kenia          | 28:21,84 min |
| 11    | John Halvorsen        | Norwegen       | 28:22,25 min |
| 12    | Marti ten Kate        | Niederlande    | 28:23,23 min |
| 13    | Steve Binns           | Großbritannien | 28:52,88 min |
| 14    | Pedro Ortiz           | Kolumbien      | 29:08,25 min |
| 15    | Boay Akonay           | Tansania       | 29:19,06 min |
| 16    | Ahmed Ibrahim Warsama | Katar          | 29:37,99 min |
| 17    | Eduardus Nabunome     | Indonesien     | 29:55,23 min |
| 18    | Policarpio Calizaya   | Bolivien       | 30:35,01 min |
| 19    | Ismael Yaya           | Tschad         | 30:47,29 min |
| 20    | Charles Naveko        | Malawi         | 31:23,53 min |
| 21    | Abdel Karim Daoud     | Nordjemen      | 32:33,04 min |
| DNF   | José Manuel Albentosa | Spanien        |              |
| DNF   | Dionísio Castro       | Portugal       |              |
| DNF   | Andrew Lloyd          | Australien     |              |
| DNF   | Mike McLeod           | Großbritannien |              |
| DNF   | Paul Williams         | Kanada         |              |

### Vorlauf 2

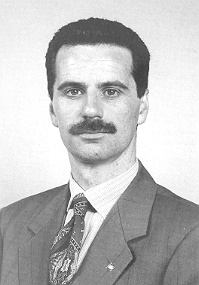
Der Olympiasieger von 1984 Alberto Cova schied diesmal als Zehnter seines Vorlaufs aus

17:10 Uhr
| Platz | Name                 | Nation           | Zeit         |
| ----- | -------------------- | ---------------- | ------------ |
| 1     | Brahim Boutayeb      | Marokko          | 28:17,61 min |
| 2     | Moses Tanui          | Kenia            | 28:20,98 min |
| 3     | Hansjörg Kunze       | DDR              | 28:22,09 min |
| 4     | Antonio Prieto       | Spanien          | 28:22,52 min |
| 5     | Eamonn Martin        | Großbritannien   | 28:25,46 min |
| 6     | Paul Arpin           | Frankreich       | 28:25,56 min |
| 7     | Shuichi Yoneshige    | Japan            | 28:26,04 min |
| 8     | Mauricio González    | Mexiko           | 28:36,66 min |
| 9     | Ezequiel Canário     | Portugal         | 28:43,02 min |
| 10    | Alberto Cova         | Italien          | 28:43,84 min |
| 11    | Patrick Porter       | USA              | 28:45,04 min |
| 12    | Antonio Serrano      | Spanien          | 29:01,13 min |
| 13    | Ahmed Musa Jouda     | Sudan            | 29:03,87 min |
| 14    | Marcos Barreto       | Mexiko           | 29:18,14 min |
| 15    | Paul McCloy          | Kanada           | 29:34,07 min |
| 16    | Lee Sang-geun        | Südkorea         | 29:37,14 min |
| 17    | Stanley Mandebele    | Simbabwe         | 29:50,99 min |
| 18    | Talal Omar Abdillahi | Dschibuti        | 30:08,53 min |
| 19    | Hari Bahadur Rokaya  | Nepal            | 30:48,16 min |
| 20    | Aaron Dupnai         | Papua-Neuguinea  | 32:50,63 min |
| 21    | Binesh Prasad        | Fidschi          | 33:30,43 min |
| 22    | John Maeke           | Salomonen        | 35:16,93 min |
| DNF   | Tsukasa Endō         | Japan            |              |
| DNF   | Kamana Koji          | Zaire            |              |
| DNF   | Steve Plasencia      | USA              |              |
| DNF   | Martin Vrábel        | Tschechoslowakei |              |

## Finale

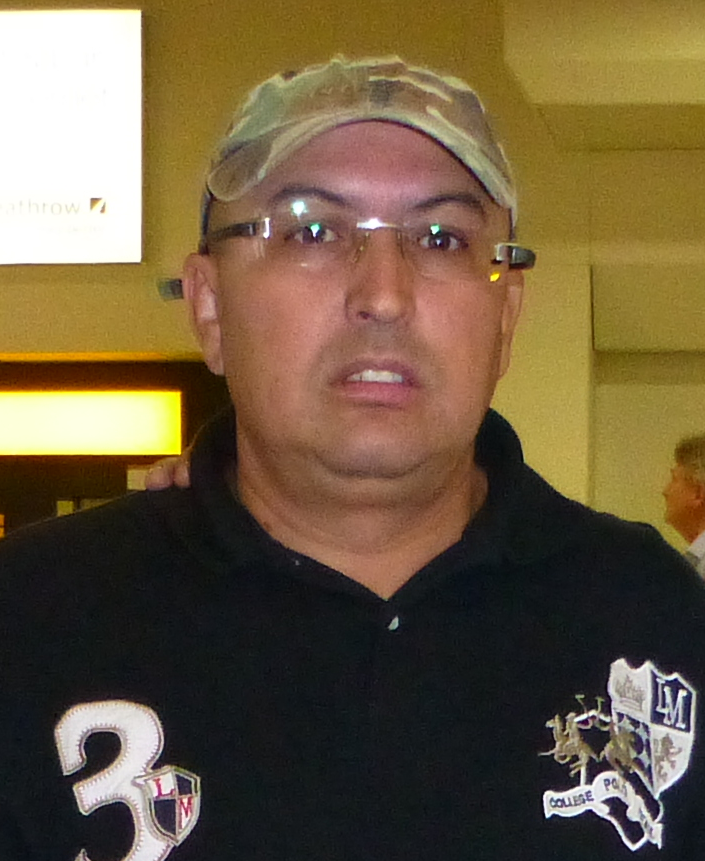
Brahim Boutayeb (hier im Jahr 2012) gewann die Goldmedaille

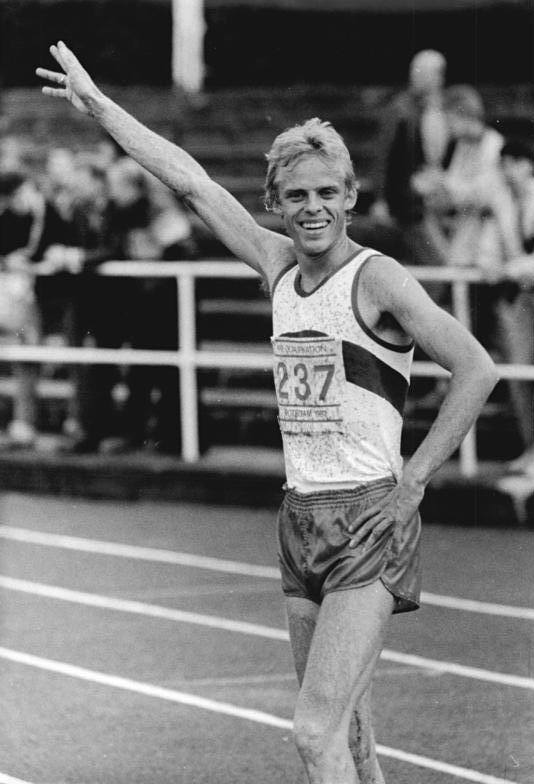
Der Olympiasechste Hansjörg Kunze

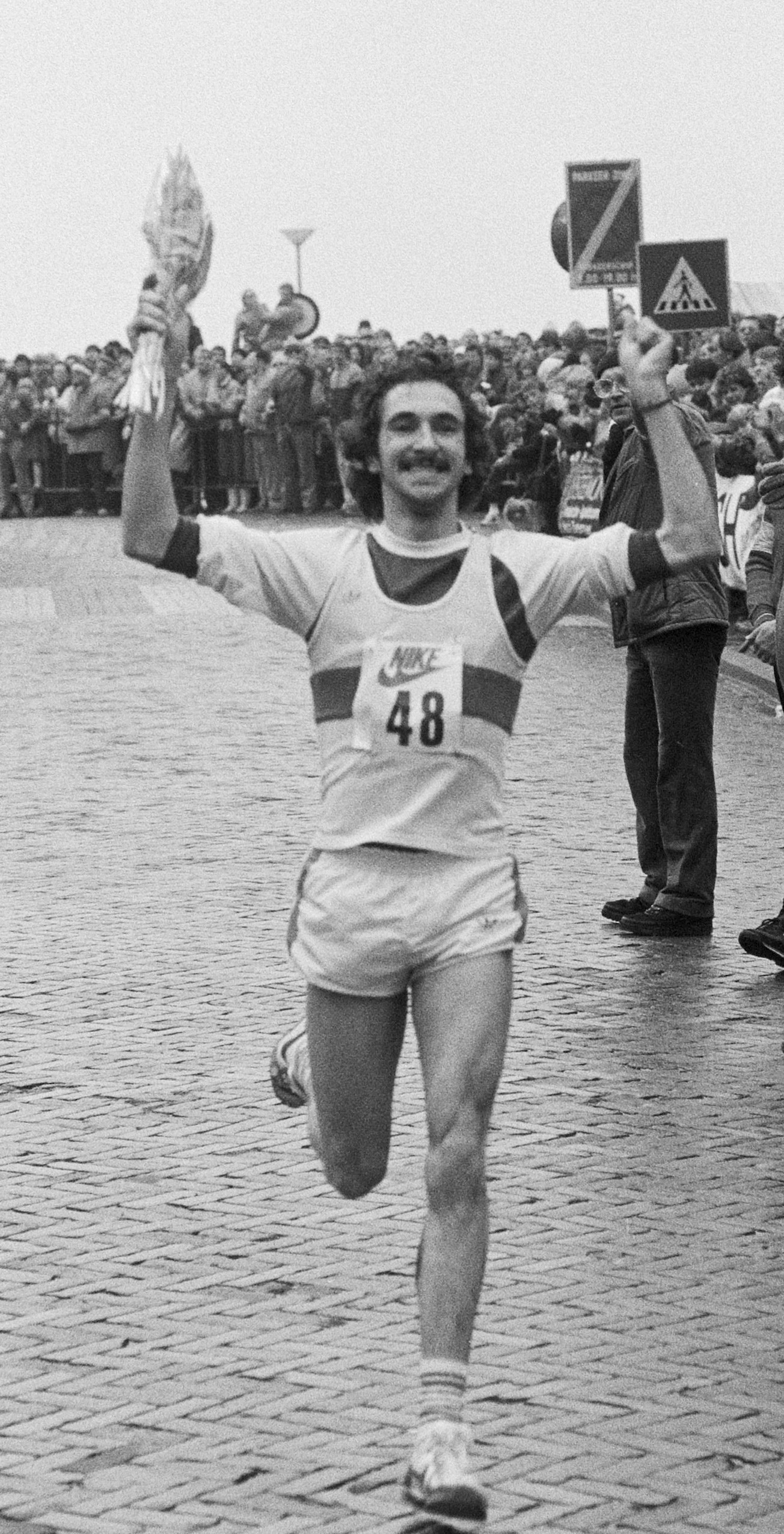
Marti ten Kate erreichte das Finale und wurde Neunter

Datum: 26. September 1988, 16:20 Uhr
| Zwischenzeiten      | Zwischenzeiten | Zwischenzeiten                          | Zwischenzeiten |
| Zwischenzeit- Marke | Zwischenzeit   | Führende(r)                             | 1000-m-Zeit    |
| ------------------- | -------------- | --------------------------------------- | -------------- |
| 1000 m              | 2:41,74 min    | Salvatore Antibo                        | 2:41,74 min    |
| 2000 m              | 5:29,37 min    | Kimeli und das wieder geschlossene Feld | 2:47,63 min    |
| 3000 m              | 8:07,78 min    | Kimeli, Boutayeb, Antibo, Tanui         | 2:38,41 min    |
| 4000 m              | 10:50,05 min   | Kimeli, Antibo, Boutayeb, Tanui         | 2:42,27 min    |
| 5000 m              | 13:35,32 min   | Kimeli, Boutayeb, Tanui, Antibo         | 2:45,27 min    |
| 6000 m              | 16:20,07 min   | Boutayeb, Kimeli, Tanui, Antibo         | 2:44,75 min    |
| 7000 m              | 19:04,56 min   | Boutayeb, Kimeli                        | 2:44,49 min    |
| 8000 m              | 21:50,17 min   | Brahim Boutayeb                         | 2:45,61 min    |
| 9000 m              | 24:35,79 min   | Brahim Boutayeb                         | 2:45,62 min    |
| 10.000 m            | 27:21,46 min   | Brahim Boutayeb                         | 2:45,67 min    |

## Endergebnis
| Platz | Name               | Nation         | Zeit         | Anmerkung |
| ----- | ------------------ | -------------- | ------------ | --------- |
| 1     | Brahim Boutayeb    | Marokko        | 27:21,46 min | OR        |
| 2     | Salvatore Antibo   | Italien        | 27:23,55 min |           |
| 3     | Kipkemboi Kimeli   | Kenia          | 27:25,16 min |           |
| 4     | Jean-Louis Prianon | Frankreich     | 27:36,43 min |           |
| 5     | Arturo Barrios     | Mexiko         | 27:39,32 min |           |
| 6     | Hansjörg Kunze     | DDR            | 27:39,35 min |           |
| 7     | Paul Arpin         | Frankreich     | 27:39,36 min |           |
| 8     | Moses Tanui        | Kenia          | 27:47,23 min |           |
| 9     | Marti ten Kate     | Niederlande    | 27:50,30 min |           |
| 10    | Antonio Prieto     | Spanien        | 27:52,78 min |           |
| 11    | Mauricio González  | Mexiko         | 27:59,90 min |           |
| 12    | Ewgeni Ignatow     | Bulgarien      | 28:09,32 min |           |
| 13    | António Pinto      | Portugal       | 28:09,53 min |           |
| 14    | Kozu Akutsu        | Japan          | 28:09,70 min |           |
| 15    | Rolando Vera       | Ecuador        | 28:17,64 min |           |
| 16    | John Halvorsen     | Norwegen       | 28:39,35 min |           |
| 17    | Shuichi Yoneshige  | Japan          | 29:04,44 min |           |
| 18    | Bruce Bickford     | USA            | 29:09,74 min |           |
| DNF   | Eamonn Martin      | Großbritannien |              |           |
| DNF   | Boniface Merande   | Kenia          |              |           |

Für das Finale hatten sich alle drei Kenianer, zwei Japaner, zwei Mexikaner und zwei Franzosen qualifiziert. Das Feld wurde durch jeweils einen Teilnehmer aus der DDR, Bulgarien, Ecuador, Italien, Marokko, den Niederlanden, Norwegen, Portugal, Spanien, den USA und Großbritannien komplettiert.
Im Finalrennen gab es keinen ausgesprochenen Favoriten. Der Italiener Salvatore Antibo übernahm als Erster die Initiative und zog auf den ersten beiden Runden davon. Doch er verlangsamte, sodass die Verfolger wieder aufschließen konnten. In der sechsten Runde zog Antibo nochmals das Tempo an, diesmal hatte er allerdings Begleiter: die Kenianer Moses Tanui und Kipkemboi Kimeli sowie der Marokkaner Brahim Boutayeb folgten ihm. Bei Streckenhälfte – 13:35,32 min – war das Rennen vor allem dank des hohen Tempos auf dem dritten Kilometer so schnell, dass sogar ein neuer Weltrekord möglich war. Doch anschließend ließ das Tempo ein wenig nach. Bei 7000 Metern trat Boutayeb noch einmal an und löste sich von den drei anderen aus der Führungsgruppe. Bei 9000 Metern hatte er einen Vorsprung von ca. 25 Metern herausgelaufen. Kimeli hatte sich hinter Boutayeb inzwischen ebenfalls leicht abgesetzt und Tanui war zurückgefallen. Zwei Runden vor dem Ziel lag Antibo ca. fünf Meter hinter Kimeli. An der Spitze ließ sich Brahim Boutayeb den Olympiasieg nicht mehr nehmen und stellte mit 27:21,46 min einen neuen olympischen Rekord auf. Dahinter machte Salvatore Antibo letzte Kräfte frei, überspurtete Kipkemboi Kimeli und gewann die Silbermedaille. Mehr als zehn Sekunden weiter zurück belegte der Franzose Jean-Louis Prianon den vierten Platz, der Mexikaner Arturo Barrios wurde Fünfter vor Hansjörg Kunze aus der DDR, der fünf Tage später die Bronzemedaille über 5000 Meter gewann.
Brahim Boutayeb lief zum ersten marokkanischen Olympiasieg über 10.000 Meter.

## Video
- 10,000m Final Men - 1988, youtube.com, abgerufen am 24. Januar 2018